# Orthotrichales
Orthotrichales er en orden af bladmosser. Der er kun en enkelt familie.
| Familier |

- Orthotrichaceae